# Trenton (New Jersey)
Trenton è un comune (city) degli Stati Uniti d'America, capoluogo della contea di Mercer, è capitale dello Stato del New Jersey. La popolazione era di 84 913 persone al censimento del 2010, il che la rende la quinta città più popolosa dello stato.
Trenton è situata quasi nel centro esatto dello Stato (che si trova cinque miglia a sud-est della città). A causa di ciò la città viene talvolta inclusa nell'area metropolitana di New York e talvolta in quella della valle del Delaware, mentre per la gente del posto la città non fa parte di nessuna delle due. In realtà comunicazioni e trasporti sono maggiori con la valle del Delaware che con New York. A Trenton si trova la prigione di Stato del New Jersey, che ha due unità di massima sicurezza e detiene i criminali più pericolosi dello Stato.
Trenton è il centro d'attrazione dell'area metropolitana della valle del Delaware, tanto che la città e i suoi sobborghi vengono spesso riuniti insieme dagli abitanti del posto nell'espressione "Grande Trenton". Secondo la Morgan Quitno Press, Trenton è la quarta città più pericolosa tra quelle con una popolazione compresa tra i 75 000 e i 100 000 abitanti nel 2005. Camden è stata identificata come la città più pericolosa in assoluto.

## Geografia fisica

### Territorio
Secondo lo United States Census Bureau, la città di Trenton ha una superficie totale di 21,1 km², dei quali 19,8 km² di territorio e 1,3 km² di acque interne (il 6,01% del totale).
Trenton confina con le township di Ewing, Lawrence, Hamilton e il fiume Delaware, quest'ultimo attraversato da alcuni ponti (Trenton-Morrisville Toll Bridge, Lower Trenton Bridge e Calhoun Street Bridge) che uniscono Trenton a Morrisville in Pennsylvania.
Trenton è una delle due uniche capitali statali che confina con un altro Stato (l'altra è Carson City (Nevada), che confina con la California). Nel caso di Tallahassee (Florida), Cheyenne (Wyoming) e Providence (Rhode Island) è la contea che confina con un altro Stato. Invece nel caso di Juneau (Alaska), il suo territorio comunale confina addirittura con un'altra nazione, il Canada.

### Clima
Trenton gode di un clima temperato umido continentale con alcuni influssi marittimi dovute alla vicinanza dell'oceano Atlantico. Le quattro stagioni hanno all'incirca la stessa lunghezza, con precipitazioni distribuite in modo omogeneo lungo il corso dell'anno. La temperatura raramente scende sotto lo zero o sale sopra i 37 °C.
La temperatura più fredda registrata a Trenton è stata −25 °C il 22 gennaio 1984. La media delle temperature minime di gennaio è −4,4 °C e la media delle massime è di 3,3 °C. La estati sono di solito molto calde e le temperature raggiungono spesso i 30 °C, ma raramente raggiungono i 37 °C. A luglio la media delle temperature minime è di 19,4 °C e la media di quelle massime è di 29,4 °C. La temperatura più alta registrata a Trenton è di 38,9 °C il 3 luglio 1966, il 16 luglio 1988 e il 5 luglio 1999.

## Storia
Il primo insediamento che dette origine alla città di Trenton fu costruito nel 1679 nella regione allora chiamata "cascate del Delaware", dai quaccheri guidati da Mahlon Stacy di Handsworth, nella contea di Sheffield (Regno Unito). A quel tempo i quaccheri venivano perseguitati in Inghilterra mentre in Nordamerica potevano esercitare liberamente la loro religione.
Intorno al 1719 la città cominciò a chiamarsi Trent-towne dal nome di William Trent, uno dei maggiori proprietari terrieri che acquistò anche le terre della famiglia Stacy. Il nome fu poi abbreviato in Trenton.
Durante la guerra d'indipendenza americana, la città vide la prima vittoria militare di George Washington. Il 26 dicembre 1776 Washington e il suo esercito, dopo aver attraversato a Trenton il fiume Delaware ghiacciato, sconfisse le truppe degli assiani alleati degli inglesi. Dopo la guerra, Trenton fu per breve tempo la capitale degli Stati Uniti, nei mesi di novembre e dicembre del 1784. La città doveva diventare la capitale permanente, ma gli Stati del sud preferirono che la capitale fosse posta a sud della linea Mason-Dixon.
Trenton divenne la capitale del New Jersey nel 1790, anche se il congresso locale già da prima si riuniva in questa città.
Nel 1896 a Trenton fu disputato il primo incontro di basket professionistico, tra il Trenton Basketball e lo YMCA di Brooklyn.
Tra la fine del XIX secolo e l'inizio del XX, Trenton fu uno dei maggiori centri industriali, soprattutto nel campo di acciaio, gomma, cavi, cordami, linoleum e ceramica; uno dei ricordi di quell'epoca è lo slogan Trenton Makes, The World Takes ("Trenton fa, il mondo prende") adottato negli anni venti e scritto sul ponte Lower Free Bridge (conosciuto anche come "Trenton Makes Bridge").

## Società

### Evoluzione demografica
Secondo il censimento del 2010, c'erano 84 913 persone.

### Etnie e minoranze straniere
Secondo il censimento del 2010, la composizione etnica della città era formata dal 26,56% di bianchi, il 52,01% di afroamericani, lo 0,70% di nativi americani, l'1,19% di asiatici, lo 0,13% di oceaniani, il 15,31% di altre etnie, e il 4,10% di due o più etnie. Ispanici o latinos di qualunque etnia erano il 33,71% della popolazione.

## Infrastrutture e trasporti
La città è servita dalla tranvia interurbana denominata linea River e dal servizio ferroviario suburbano New Jersey Transit Rail.